# 부동액

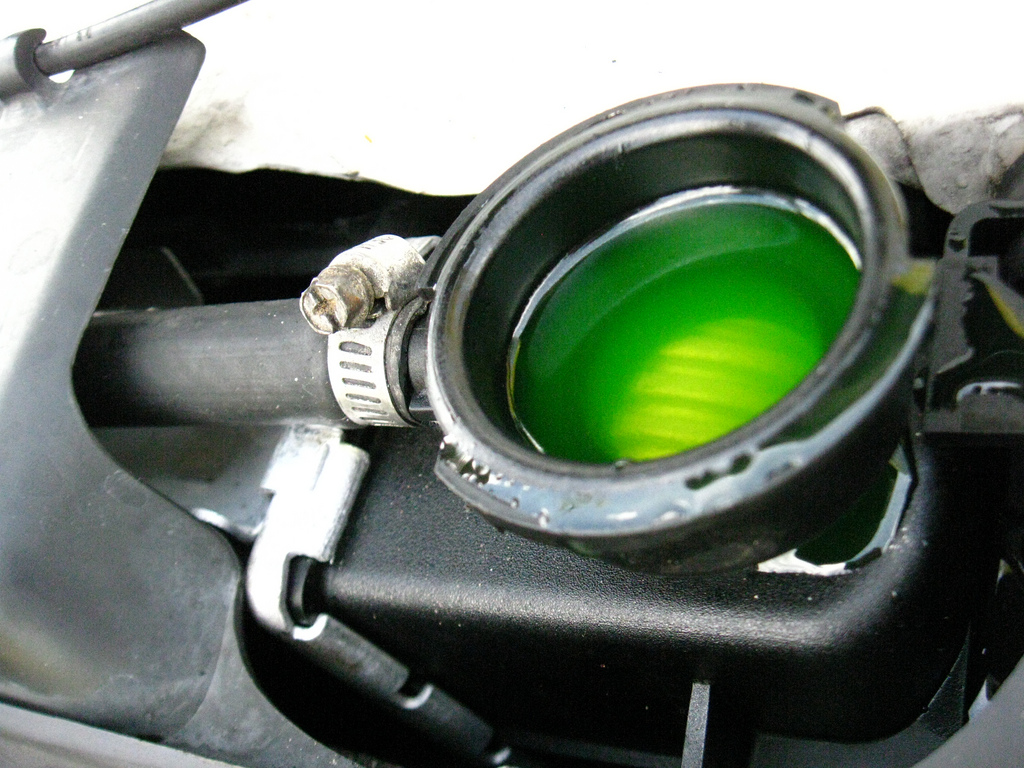
형광 녹색 빛을 내는 부동액. 차량 라디에이터 뚜껑을 연 뒤 라디에이터 헤더 탱크 안에 있는 것을 알 수 있다.

부동액(不凍液, 영어: antifreeze)은 어는점을 낮추기 위해 액체에 첨가하는 물질이다. 어는점을 낮춰서 화합물, 열전달유체, 냉각제가 어는 것을 막는다. 주로 자동차 엔진용 냉각수에 첨가하여 냉각수가 어는 것을 막기 위해 사용한다. 차량에 쓰이는 제품에는 에틸렌 글라이콜을 주로 사용하는데, 독성을 가지고 있다.

## 같이 보기
- 공랭
- 라디에이터
- 수랭